# Tufărișurile mediteraneene Cornetul Obârșia-Cloșani
Tufărișurile meditaraneene Cornetul Obârșia-Cloșani alcătuiesc o arie protejată de interes național ce corespunde categoriei a IV-a IUCN (rezervație naturală de tip botanic) situată în județul Mehedinți, pe teritoriul administrativ al comunei Obârșia-Cloșani.

## Localizare
Aria naturală  se află în extremitatea central-nordică a județului Mehedinți, aproape de limita teritorială cu județele Caraș-Severin și Gorj, în imediata apropiere estică a Parcul Național Domogled - Valea Cernei.

## Descriere

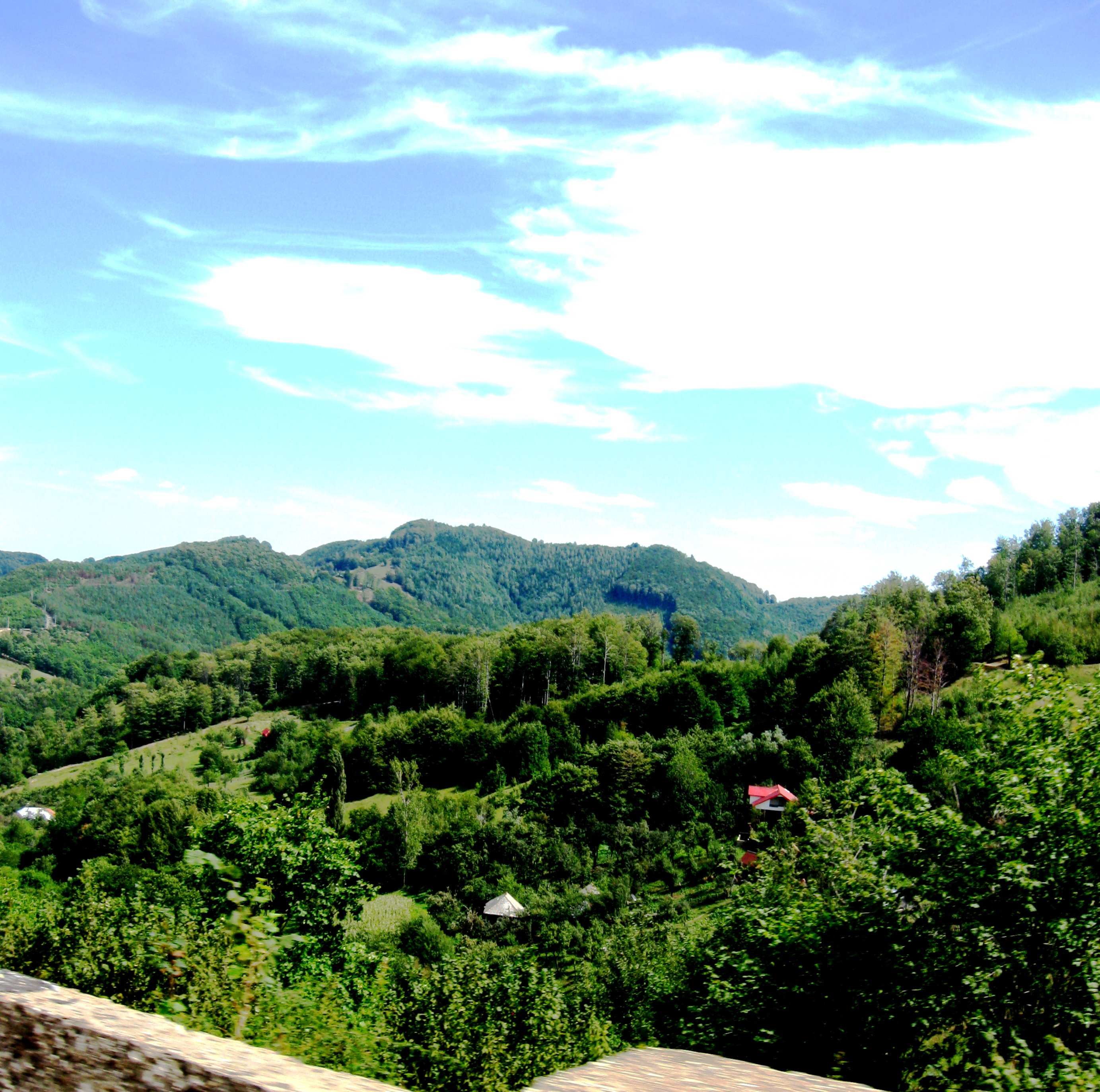
Imagine din rezervaţie

Rezervația naturală a fost declarată arie protejată prin Legea Nr.5 din 6 martie 2000, publicată în Monitorul Oficial al României, Nr. 152 din 12 aprilie 2000 (privind aprobarea Planului de amenajare a teritoriului național - Secțiunea a III-a - zone protejate) și se întinde pe o suprafață de 60 hectare. 

## Floră
Aria protejată reprezintă o zonă montană acoperită cu specii de arbori, arbusti, cu exemplare de cărpiniță (Carpinus orientalis), mojdrean (Fraxinus ornus), dârmox (Viburnum lantana), scumpie (Cotinus coggygria), corn (Cornus mas) sau liliac sălbatic (Syringa vulgaris). La  nivelul ierburilor vegetează mai multe specii floristice rare, printre care: unghia-ciutei (Asplenium ceterach ), ruginiță (Asplenium lepidum), gențiană (Gentiana cruciata) sau  sânzienă roșie (Galium purpureum).